# باردورنیا (نیویورک)
باردورنیا (به انگلیسی: Bardonia) یک منطقهٔ مسکونی در ایالات متحده آمریکا است که در شهرستان راکلند، نیویورک واقع شده‌است. باردورنیا ۷٫۵ کیلومتر مربع مساحت و ۴٬۱۰۸ نفر جمعیت دارد و ۹۰ متر بالاتر از سطح دریا واقع شده‌است.